# Креативне програмування

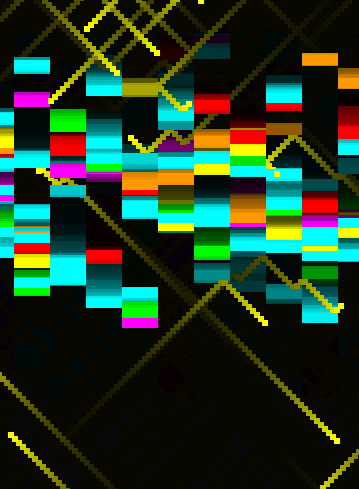
Модифікована версія класичної відеоігри 1980-х Breakout

Креативне кодування — це тип комп'ютерного програмування, метою якого є створення чогось експресивного замість чогось функціонального. Застосовується для створення візуалізацій вживу, віджеїнгу, а також до візуальному мистецтва, дизайну, розваг (наприклад відео-ігор), арт-інсталяцій, проекцій та накладання проекцій, звукового мистецтва, реклами, прототипів продуктів та багато іншого.

## Історія
Практика використання програмування для створення мистецтва розпочалася в 1960-х. У наступні десятиліття групи, такі як Compos 68, успішно відкрили програмування для мистецьких цілей, виставляючи свої роботи на міжнародних виставках. Починаючи з 80-х років, експерти-програмісти приєднувались до демосцени і текстували свої навички один проти одного, створюючи «демо»: високотехнологічні візуальні твори.
Нещодавні виставки та книги, в тому числі книга Домініка Лопеса «Філософія комп'ютерного мистецтва» (2009), намагалися вивчити роль кодування в сучасному мистецтві понад рівнем Human Computer Interface(HCI).. 

## Список програмного забезпечення для творчого кодування
Хоча будь-яка технологія чи мова програмування потенційно можуть бути використані для творчих цілей, певні бібліотеки та фреймворки були спеціально розроблені для сприяння швидкого програмування та розвитку творчих робіт. Набори програмних засобів, які часто використовуються в цьому контексті, включають:
| Назва                                                    | Опис | Операційна система     | Мова програмування             | Ліцензія             |
| -------------------------------------------------------- | --- | ---------------------- | ------------------------------ | -------------------- |
| Cinder                                                   | Бібліотека для програмування з естетичними нахилами, включаючи такі домени, як графіка, аудіо, відео та обчислювальна геометрія. | Багатоплатформність    | C++                            | 2-Clause BSD License |
| generativepy                                             | Бібліотека для створення візуального генеративного мистецтва та математичних діаграм, як зображення та відео. | Багатоплатформність    | Python                         | MIT License          |
| Max MSP                                                  | Мова візуального програмування для музикантів та мультимедіа. | Windows, Mac OS        | Мова візуального програмування | Proprietary          |
| Nannou [Архівовано 7 квітня 2021 у Wayback Machine.]     | Бібліотека, яка має мету полегшення художникам самовираження за допомогою простого, швидкого і надійного коду. | Багатоплатформність    | Rust                           | MIT License          |
| openFrameworks                                           | Набір інструментів, який призначений для сприяння творчому процесу, надаючи просту та інтуїтивно зрозумілу основу для експериментування. | Багатоплатформність    | C++                            | MIT License          |
| OPENRNDR [Архівовано 30 березня 2022 у Wayback Machine.] | Творча система кодування, розроблена для створення прототипів надійних візуальних та інтерактивних програм. | Багатоплатформність    | Kotlin                         | 2-Clause BSD License |
| p5.js                                                    | Платформа, яка дає можливість художникам, дизайнерам, студентам та будь-кому з користувачів навчитися кодувати та творчо виражатися в Інтернеті. Заснований на основних принципах Processing.                                                                      | Any with a web browser | JavaScript                     | LGPL                 |
| Processing                                               | Гнучке програмне середовище та мова програмування для вивчення кодування в контексті візуального мистецтва. | Багатоплатформність    | Java,Python,R                  | GPL, LGPL            |
| Pure Data                                                | Pd дає можливість музикантам, художникам, виконавцям, дослідникам та розробникам створювати програмне забезпечення графічно, не пишучи рядків коду. | Багатоплатформність    | Мова візуального програмування | Modified BSD         |
| SuperCollider                                            | Середовище мова програмування для обчислень в режимі реального часу аудіосинтезу та алгоритмічної композиції. | Багатоплатформність    | SuperCollider                  | GPLv3                |
| Vvvv                                                     | Гібридне візуальне/текстове середовище програмування в реальному часі для зручного створення прототипів та розробки. Воно призначене для полегшення роботи з великими медіа середовищами з фізичними інтерфейсами, графікою руху в реальному часі, аудіо та відео. | Windows                | Мова візуального програмування | Proprietary          |
| ZIM                                                      | JavaScript Canvas Framework має багато компонентів і елементів для кодування з наголосом на спрощення коду. | Багатоплатформність    | JavaScript                     | MIT                  |

## Розширення
Творче кодування іноді включає апаратні компоненти для введення даних із навколишнього середовища, отримання результатів або взаємодії з учасниками. Приклади часто використовуваного обладнання включають мікрофони, вебкамери, контролери руху, одноплатні мікроконтролери, MIDI-контролери, проєктори, світлодіодні стрічки, принтери та плотери.

## Див.також
- Комп'ютерне мистецтво
- Демосцена
- Мистецтво з кодуванням, проєкт Dev Art (Google) [Архівовано 18 квітня 2021 у Wayback Machine.]

## Зноски
1. ↑  Compos 68 - Monoskop. monoskop.org. Процитовано 10 червня 2020.
2. ↑  Lopes, Dominic (2009). A Philosophy of Computer Art. London: Routledge. ISBN 0415547628.